# Balta punctuligera
Balta punctuligera är en kackerlacksart som beskrevs av Morgan Hebard 1943. Balta punctuligera ingår i släktet Balta och familjen småkackerlackor. Inga underarter finns listade.